# 愛をくらえ
「愛をくらえ」（あいをくらえ）は、2011年10月12日に発売されたSuperflyの14作目のシングル。

## 概要
2011年3作目となるシングルで、初回限定盤には6月15日に横浜赤レンガ倉庫で行われたフリーライブの模様を完全収録したDVDが付属されている。
オリコンシングルチャートでは自身初となるTOP3入りを果たした。

## 収録曲

### CD
1. 愛をくらえ (4:40)
  - 作詞：越智志帆　作曲＆Basic Arrangement：多保孝一　編曲：蔦谷好位置

ワーナー・ブラザース映画配給映画「スマグラー -おまえの未来を運べ-」主題歌
2. I My Me Mine Mine (2:37)
  - 作詞・作曲：越智志帆　編曲：蔦谷好位置

ワーナー・ブラザース映画配給映画「スマグラー -おまえの未来を運べ-」イメージソング

### DVD
2011.6.15 Free Live at 横浜赤レンガ倉庫
1. Rollin' Days
2. Wildflower
3. Sunshine Sunshine
4. Eyes On Me
5. Beep!!
6. Free Planet
7. タマシイレボリューション
8. Ah
9. Alright!!

## 収録アルバム
愛をくらえ
- 『Force』（#5）
- 『Superfly BEST』（#8・Disc 2）
- 『Superfly 10th Anniversary Greatest Hits “LOVE, PEACE & FIRE”』 （#10・Disc 2）

I My Me Mine Mine
- 『黒い雫 & Coupling Songs: 'Side B'』（#9・Disc 2）